# Laky Zsuzsanna
Laky Zsuzsanna (Nagykanizsa, 1984. április 17. –) magyar szépségkirálynő.

## Élete
2000-ben megnyerte a Zala Szépe választást. Két évvel később indult a Miss World Hungary versenyen, ahol a nyertes első udvarhölgye lett. 2003-ban Magyarországot képviselhette a Miss Európa szépségversenyen Párizsban, amit meg is nyert. Ő a második magyar, aki elnyerte a Miss Európa címet. Az első magyar Miss Európa Simon Erzsébet (Böske) volt 1929-ben.
2004-ben a Magyar Turizmus Rt. az ő arcával reklámozta óriásplakátokon Magyarországot Európában. A magyarországi beutazó turizmus fellendítése érdekében az Rt. együttműködési megállapodást írt alá a SkyEurope légitársasággal is, melynek keretében egy évre Laky arcát festették a cég repülőgépeire.

## Külső hivatkozások
- Origo interjú